# Paul Quinn
Paul Quinn es un cantante y compositor que nació en Glasgow, Escocia, en 1951.

## Biografía
Paul Quinn formó parte de la banda Jazzateers, tras dejar esa banda, se juntó con varios compañeros de esa banda y formó Bourgie Bourgie en 1983. Bourgie Bourgie editó dos sencillos en 1984: "Breaking Point" que alcanzó el puesto 48 y "Careless" que llegó al puesto 96 del ranking británico.
También en 1984, colaboró con Edwyn Collins para una versión de "Pale Blue Eyes" un cover de The Velvet Underground con el que obtuvo el lugar 72 en el ranking británico. Un año antes, Quinn había hecho coros para Rip It Up, el hit de Orange Juice (banda de Edwyn Collins).
A comienzos de 1985, Quinn editó su primer disco sencillo solista: "Ain't That Always the Way", en el cual también intervino Edwyn Collins y llegó al puesto 98 en las listas inglesas.
Ese mismo año, es convocado por Vince Clarke con quien realiza el sencillo One Day, el cual no tiene un gran éxito y apenas alcanza el número 99 en el ranking inglés.
En 1992 Quinn formó la banda The Independent Group.
En 1995, colaboró con Nectarine No. 9 en su EP Pregnant with Possibilities.